# 豆石蜑螺
豆石蜑螺（学名：Clithon faba），是原始腹足目蜑螺科石蜑螺属的一种。主要分布于新加坡、菲律賓、日本、越南、中国大陆、台湾，常栖息在平缓河川出海口的石头上。